# BRAB-200 DS
BRAB-200 DS (ros. БРАБ-200 ДС) – radziecka bomba przeciwpancerna przeznaczona do zwalczania silnie umocnionych celów. Bomba tego typu mogła przebić do 15 cm stali, lub 180 cm żelbetu.